# Opus latericium

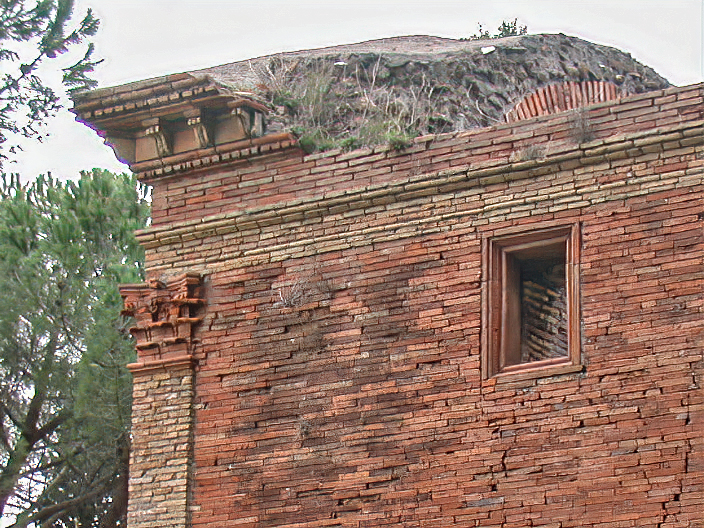
Exemple d'opus latericium en una tomba de l'antiga Via Àpia, a Roma

L'opus latericium (del llatí later, 'maó cuit al sol'), o també opus testaceum  (de testa, 'maó cuit al forn'), és una tècnica constructiva de l'antiga Roma en què s'emprava una maçoneria d'un maó de gruix per revestir un nucli d'opus caementicium. Les peces de maó de forma triangular (que era la forma en què es tallaven els maons), amb un dels vèrtexs cap a l'interior del mur, es travaven amb el nucli de ciment, i disposats d'aquesta manera formaven una paret completament plana per la part exterior. El nucli era l'element resistent, mentre que el maó era pràcticament només un revestiment. Va ser el mètode principal de construcció de parets durant l'època imperial.
La diferència entre l'opus latericium i l'opus testaceum rau en l'ús de maons cuits al sol (lateres) o bé cuits al forn (testae).